# Hyporhamphus gamberur
Hyporhamphus gamberur är en fiskart som först beskrevs av Ruppell, 1837.  Hyporhamphus gamberur ingår i släktet Hyporhamphus och familjen Hemiramphidae. Inga underarter finns listade i Catalogue of Life.